# Deliver Us from Evil (pel·lícula de 2006)
Deliver Us from Evil (traduïble com a «Allibereu-nos del mal») és una pel·lícula documental de 2006, escrit i dirigida per Amy J. Berg, que explora la vida del sacerdot catòlic irlandès Oliver O'Grady, que va admetre haver abusat i violat aproximadament 25 nens al nord de Califòrnia entre finals dels anys 1970 i principis dels 1990. L'any 2006 va guanyar el premi al Millor documental del Festival de Cinema de Los Angeles i va ser nominada a l'Oscar al millor documental, encara que va perdre davant An Inconvenient Truth. El títol de la pel·lícula fa referència a una frase del Parenostre.

## Sinopsi
La pel·lícula narra els anys d'O'Grady com a sacerdot al nord de Califòrnia, on va cometre els seus crims. Després de ser condemnat per abusos sexuals a menors el 1993 i complir set anys de presó, va ser deportat a la seva Irlanda natal, on Berg el va entrevistar el 2005. A més, la pel·lícula presenta documents de judici, deposicions gravades en vídeo amb O'Grady i altres membres de l'Arquebisbat de Los Angeles (inclosos Monsenyor Cain i Roger Mahony), i entrevistes amb supervivents de l'abús d'O'Grady, activistes, teòlegs, psicòlegs i advocats. En conjunt, el material suggereix que els funcionaris de l'Església eren conscients dels crims d'O'Grady molts anys abans de la seva condemna, però van prendre mesures per ocultar-los per protegir-lo a ell i a l'Església.

## Recepció
La pel·lícula va tenir una bona acollida per la crítica. Va obtenir una qualificació crítica «fresca» del 100% a Rotten Tomatoes, basada en 72 ressenyes, amb una mitjana ponderada de 8,36/10, i actualment ocupa el lloc 31 entre els documentals més ben valorats de tots els temps. El consens del lloc diu: «[La pel·lícula] és un magnífic documental i una mirada abrasadora a una institució que protegeix els seus líders a costa dels seus seguidors. Una crònica profundament inquietant d'un llop vestit d'ovella, la pel·lícula construeix un cas clar contra el sacerdot pedòfil Oliver O'Grady i la burocràcia catòlica que el protegia. Els records de les víctimes d'O'Grady no són més que impactants i desgarradors». A Metacritic, la pel·lícula té una puntuació de 86 sobre 100, basada en 23 crítiques, la qual cosa indica «aclamació universal».
El diari Irish Independent va criticar a Berg per haver filmat nens a Irlanda sense que ells ni els seus familiars ho sabessin.

## Conseqüències
Després que el documental es mostrés a la televisió pública dels Països Baixos l'abril de 2010, els membres d'una parròquia de Schiedam van reconèixer que O'Grady havia estat un voluntari actiu a la parròquia fins al gener de 2010. No sabien res dels seus antecedents. També havia estat actiu al país com a organitzador de festes infantils. El desembre de 2010 va ser detingut a Dublín per tinença de pornografia infantil, algunes de les víctimes eren tan joves com de dos anys. Les autoritats li van descobrir fotos i vídeos a l'ordinador portàtil, en un disc dur extern i en una memòria USB. El jutge Patrick McMahon el va enviar a presó sota fiança abans de comparèixer el 28 de gener. Com a part de les seves condicions de fiança, O'Grady va haver de signar dues vegades al dia a la comissaria de Garda Harcourt Terrace de Dublín, i va lliurar el seu passaport. El gener de 2012, O'Grady va ser condemnat a tres anys de presó a Irlanda per tinença de pornografia infantil.